# 第一生命カードサービス
第一生命カードサービス株式会社（だいいちせいめいカードサービス）は、第一生命保険の系列会社であり、第一生命保険の契約者に対し、融資や信用保証、クレジットカードを発行すること等を主業務とする企業。UCカードのブラザーズカンパニーである。